# Olympe de Gouges
Olympe de Gouges (rozená Marie Gouze, 7. května 1748 Montabaun– 3. listopadu 1793 Paříž) byla francouzská dramatička a spisovatelka s feministickým a demokratickým smýšlením. Požadovala pro ženy stejná práva, jaká si během Velké francouzská revoluce chtěli vydobýt muži. Ve své Deklaraci práv ženy a občanky kritizovala nadvládu mužů a nerovnost pohlaví. Zemřela sťata gilotinou poté, co odsoudila „zářijové masakry“ z roku 1792.

## Život a dílo

### Mládí a rodina
Narodila se 1748 v Montauban na jihovýchodě Francie do maloburžoazní rodiny. Manžel její matky, o jehož otcovství panují pochyby, byl řezník. Jejím rodným jazykem byla okcitánština. Ve věku 17 let v roce 1765 byla provdána. Po smrti manžela se odstěhovala do Paříže i se svými synem Pierrem. Přijala nové jméno, a to Olympe de Gouges.

### Počátek literární tvorby
Začala psát eseje, manifesty, romány a sociálně angažované hry. V roce 1774 napsala Otroctví černých (L'Esclavage des Negres), hru namířenou proti otroctví a požadující osvobození otroků ve francouzských koloniích. Protože ale byla hra napsána ženou a měla velmi kontroverzní námět, nebyla publikována či hrána až do roku 1789, kdy začala Velká francouzská revoluce. Olympe také psala na genderová témata jako právo na rozvod či právo na sexuální vztahy mimo manželství. Požadovala také plná práva pro děti narozené z neformálních vztahů. Jako mladá vdova s dítětem, která se navíc již nikdy znovu neprovdala, pocítila tlak utvářející se měšťácké morálky. Dvojí morálka pro ženy a muže a nesvobodné manželství jsou pro de Gouges velká témata, k nimž se mnohokrát vrací.

### Politika
Jakožto zapálená obhájkyně lidských práv přivítala vypuknutí revoluce s nadějí, již ale brzo vystřídalo rozčarování už ze samotného hesla revoluce, kde mezilidská solidarita byla vyjádřena pouze slovem fraternité (bratrství), a nikoliv už sororité (sesterství). Výdobytky revoluce tak zůstaly vyhrazeny jen mužům.
V roce 1791 se stala členkou Cercle Social, společenství, které mělo za cíl prosadit rovnost žen a mužů v politice a legislativě. Společenství se scházelo v domě další obhájkyně ženských práv, Sophie de Condorcet.
V témže roce de Gouges napsala své nejslavnější dílo, Deklarace práv ženy a občanky (Déclaration des droits de la Femme et de la Citoyenne), které bylo reakcí na „obecnou“, ve skutečnosti však mužskou, Deklaraci práv muže/člověka a občana (francouzské slovo homme označuje jak muže, tak člověka) a zdůrazňovala genderovou rovnost. Kromě požadavku na rovnost před zákonem požaduje i rovnost ve sdílení požitků i odpovědností v rodině a domácnosti. Také například kritizuje do té doby jediné legitimní způsoby, jak žena ve společnosti může dosáhnout úspěchu: krásu a poslušnost. Dalším dílem je Společenská smlouva (Contrat Social). Název parafrázuje známé dílo J.J. Rousseaua, obsah je jiný: obhajoba manželství založeného na rovnosti muže a ženy.
Ačkoliv tedy de Gouges sympatizovala s revolucí, byla i její kritičkou. Postavila se také proti popravě krále Ludvíka XVI., jednak proto, že odmítala trest smrti, a jednak proto, že zabít již svrženého krále vnímala jako zbytečné, ale i nebezpečné – obávala se, že to přivodí nástupnickou regentskou vládu v exilu.

### Zatčení a poprava

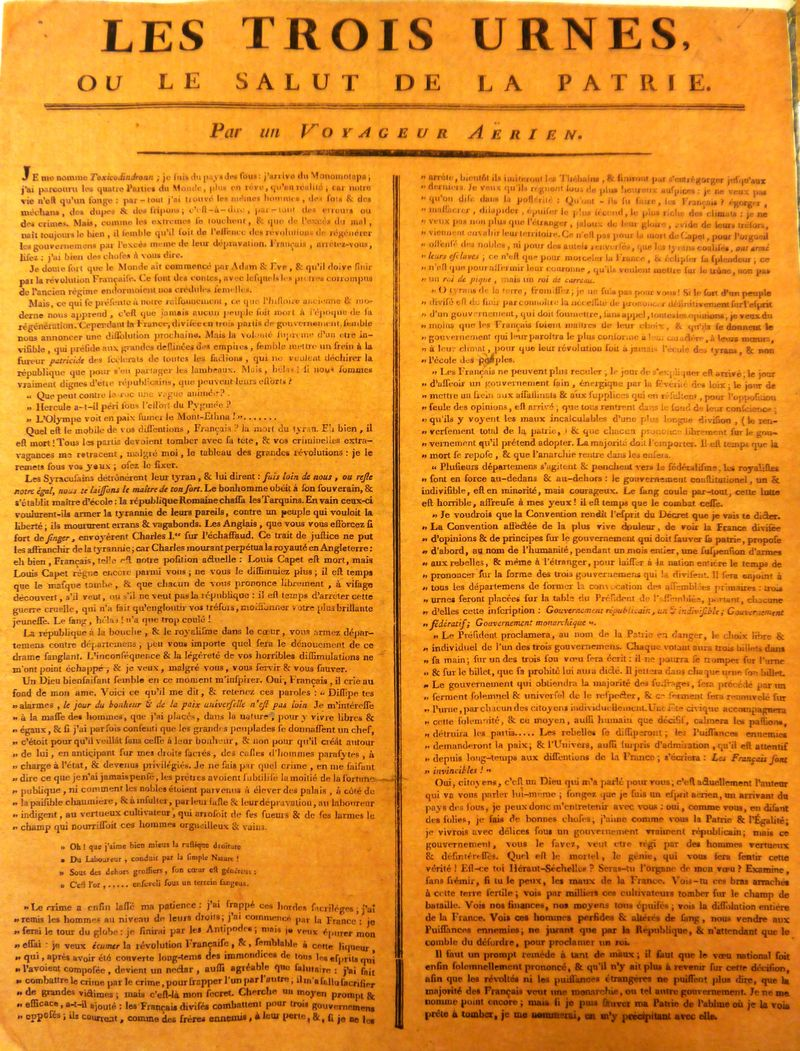
Tři urny (1973), plakát s textem Olympe de Gouges, který vedl k jejímu zatčení

Vykonání popravy krále pro ni znamenalo další zklamání, a tak začala být ve svých kritikách stále ostřejší, což se jí stalo osudným. V roce 1793 byla na základě svého posledního díla Tři urny, neboli blaho vlasti, od vzduchoplavce (Les trois urnes, ou le salut de la Patrie, par un voyageur aérien) zatčena a popravena pod gilotinou. Patří tak mezi politické oběti revolučního dění ve Francii, avšak jednu z mála, kdo poukazovali na nerovnosti mužů a žen.

## Odkaz a ocenění
V březnu 2004 po ní bylo pojmenováno jedno pařížské náměstí ve 3. obvodu – Place Olympe-de-Gouges.[zdroj?]